# ТЕЦ Седльце
ТЕЦ Седльце — теплоелектроцентраль у однойменному місті на сході Польщі.
У 1975—1984 роках для забезпечення центрального теплопостачання Седльце в котельні ввели шість водогрійних котлів, п'ять з яких відносились до типу WR-25 потужністю по 29 МВт, а один — до типу WR-10 з показником 12 МВт.
В 2002-му майданчик перетворили на теплоелектроцентраль, змонтувавши тут дві газові турбіни Solar Taurus T70 потужністю по 7,3 МВт. Відпрацьовані ними гази потрапляють до котлів-утилізаторів Alstom, котрі продукують по 11,2 МВт теплової енергії.
А в 2012-му ТЕЦ підсилили за рахунок повноцінного парогазового блоку комбінованого циклу потужністю 36 МВт, перевезеного з майданчика збанкрутілої ТЕЦ Стараховіце. Він має дві газові турбіни Solar Titan 130 потужністю по 13,5 МВт, котрі через котли-утилізатори SES 18,4 T/H-37 живлять одну парову турбіну Bohm&Voss MARC4 потужністю 8,2 МВт. Окрім виробництва електроенергії, блок постачає 34 МВт теплової енергії.
Як паливо станція використовує природний газ.
Загальна електрична та теплова потужності ТЕЦ становлять 50,6 МВт та 214 МВт відповідно.
Зв'язок з енергосистемою відбувається по ЛЕП, розрахованій на роботу під напругою 110 кВ.